# 泰国巨盘吸虫
泰国巨盘吸虫（学名：Gigantocotyle siamense）为同盘科巨同盘的动物。分布于泰国、马来西亚以及中国大陆的广东、云南等地，营寄生生活，宿主黄牛、水牛、印度黄牛、山羊以及马鹿，寄生于胆管和胆囊。